# Булаховский сельский совет (Павлоградский район)
Булаховский сельский совет (укр. Булахівська сільська рада) — входит в состав
Павлоградского района
Днепропетровской области
Украины.
Административный центр сельского совета находится в 
с. Булаховка.

## Населённые пункты совета
- с. Булаховка
- с. Червоная Долина